# Аргал
Аргал (др.-греч. Ἄργαλος) — персонаж древнегреческой мифологии, царь Спарты

## Биография
Согласно Павсанию и Диктису Критскому, Аргал был старшим сыном царя Амикла и стал править после его смерти. Тем более что младший брат Гиацинт умер еще при жизни отца.
Однако Псевдо-Аполлодор не упоминает Аргала среди детей Амикла.
Диктис Критский называет сыном Аргала Эбала. Но по свидетельству Павсания, отцом Эбала был еще один младший брат Аргала Кинорт, к которому и перешел трон.